# Río Bisnumati

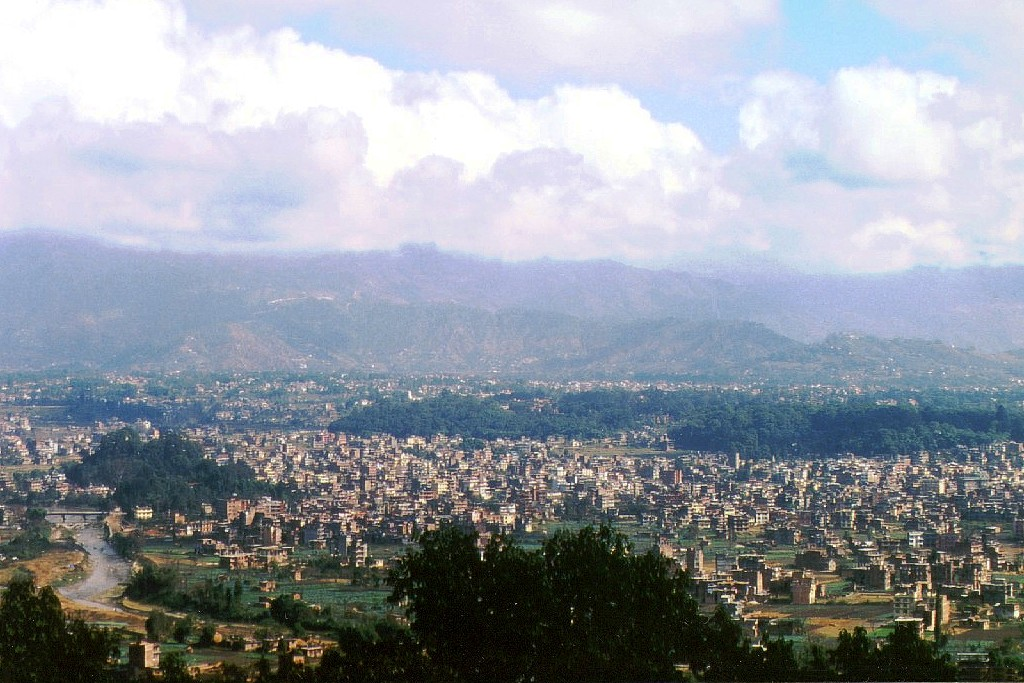
Río Vishnumati, un afluente de Bagmati, que fluye cerca de la ciudad con colinas al fondo

El río Bisnumati , que fluye en el valle de Katmandú , se origina en Tokha en la montaña Sivapuri, al norte de Katmandú .  Fluye a través de la parte occidental de la antigua ciudad de Katmandú. Es un río sagrado para la gente hindú y budista . Literalmente, Bishnumati significa el amado río del Señor Vishnu . Sobha Baghwati y Indrayani junto con Kankeshowri templo - algunos de los lugares más sagrados del valle de Katmandú se encuentran en la orilla opuesta a este río. Karbir Masan, un cementerio venerado también se encuentra en la orilla de este río. los afluentes de este río son Sapanatirtha Khola, Sangle Khola, Lhora Khola y Binap fall. El otoño de Bisnap[cita requerida] se ubica en el parque nacional Shivapuri, justo encima del Muhan Pokhari.
Bishnumati es uno de los ríos más importantes del valle. Proporciona agua para beber, cultivar la agricultura y con fines rituales de los ciudadanos locales. Tiene ricos valores culturales rituales. Pero desde los últimos 35 años se ha utilizado como vertedero. Se ha producido una invasión del río con desvío de sus aguas. Porque ese entorno circundante debe mejorarse. Esa es la mejora del lado del río y la demanda de desarrollo de vegetación mediante un sistema de bioingeniería que se necesita hoy
Los 1500 años de historia de la arquitectura funeraria en el valle de Katmandú son algunos de los mejores ejemplos de arquitectura de piedra que se encuentran en el subcontinente. Un caitya se coloca en casi todos los patios en ciudades como Patan.